# Rikke Karlsson
Rikke Karlsson (Svenstrup, 29 april 1965) is een voormalig Deens politica. Ze was tussen 2014 en 2019 lid van het Europees Parlement.
Karlsson was aanvankelijk werkzaam als pedagoge en werkte in die hoedanigheid met probleemkinderen. Op politiek vlak sloot ze zich aan bij de rechtse Dansk Folkeparti. Ze was namens die partij onder meer gemeenteraadslid in Rebild (2009–2014) en plaatsvervangend lid van het Deens parlement, het Folketing (2011–2014).
Bij de Europese parlementsverkiezingen van 2014 werd Karlsson verkozen in het Europees Parlement, waar ze met haar partij behoorde tot de fractie van Europese Conservatieven en Hervormers (ECH). Ze was lid van de commissie Cultuur en Onderwijs, de commissie Verzoekschriften en de delegatie voor de betrekkingen met de Verenigde Staten. In oktober 2015 verliet ze de Dansk Folkeparti, waarna ze verder zetelde als onafhankelijk lid. In februari 2018 verliet ze ook de ECH en voegde ze zich bij de groep niet-fractiegebonden leden. Karlsson stelde zich niet herkiesbaar bij de Europese parlementsverkiezingen van 2019.